# Rafael da Silva e Souza
Rafael da Silva e Souza foi um militar português, que atuou nas Minas Colonial.
Entre 1708 e 1709 foi capitão-mor no arraial de Guarapiranga. No cargo foi o responsável por evitar a destruição do dito arraial, durante a Guerra dos Emboabas. Diogo de Vasconcelos afirma que ele era um adversário dos emboabas, já Francisco de Assis Carvalho afirma que ele era um dos principais emboabas. Fato é que ele conseguiu desviar o conflito para uma região mais isolada, que não causaria a destruição do núcleo urbano e minerador de Guarapiranga. O conflito ocorreu na conhecida fazenda da Cutia, no distrito de Santo Antônio do Pirapetinga, conhecido como Bacalhau. A partir deste combate, os ânimos foram esfriando, com a vitoria paulista.
Em 1711 recebeu a patente de sargento-mor do terço dos auxiliares do Ribeirão de Nossa Senhora do Carmo, pelo governador da capitania de São Paulo e Minas do Ouro, D. Albuquerque Coelho de Carvalho. Posteriormente foi feito capitão de Ordenança de pé, sargento-mor de Ordenanças, capitão-mor de Ordenanças, até chegar a coronel das Companhias de Privilegiados e Reformados e mais Nobreza, todos os postos exercidos na Vila do Carmo.
Juiz Ordinário da Câmara da Vila Real de Nossa Senhora do Carmo (1715, 1722, 1724, 1727, 1730). Também atuou, concomitamente, como Juiz de Orfãos. Em 1744 recebeu a mercê da Ordem de Cristo.